# محمدمهدی پورگل
محمدمهدی پورگل فرزند حسن (متولد ۱۳۱۱ - درگذشته ۱۳۹۰) نماینده دوره‌های اول و دوم مجلس شورای اسلامی از حوزه انتخابیه بندر انزلی بود.
صاحب آثار متعدد در فرهنگ و ادبیات کلاسیک من جمله مقدمه، تصحیح و تحشیه رسائل الخوارزمی
- دوره اول: تعداد آراء: ۴۶٬۳۲۷ درصد آراء: ۵۰٫۵۰
- دوره دوم: تعداد آراء: ۴۶٬۳۲۷ درصد آراء: ۵۰٫۵۰[۱]

## سمت‌ها
- رئیس دانشکده الهیات دانشگاه فردوسی مشهد ۱۳۵۷ تا ۱۳۶۰
- سفیر جمهوری اسلامی ایران در نروژ سال‌های ۱۳۶۹ تا ۱۳۷۵
- نماینده مجلس شورای اسلامی در دور اول و دوم بعداز انقلاب
- مشاور ارشد استانداری تهران در دوره تصدی استاندار مرحوم سیدزاده
- عضو هیئت گزینش ایران
- معاون فرهنگی دانشگاه آزاد اسلامی و مدیر تحصیلات تکمیلی دانشگاه آزاد کشور